# Ixkun
Ixkun, également orthographié Ixcún ou Ixkún en espagnol, est un site archéologique maya sité dans le Département du Petén, au Guatemala.

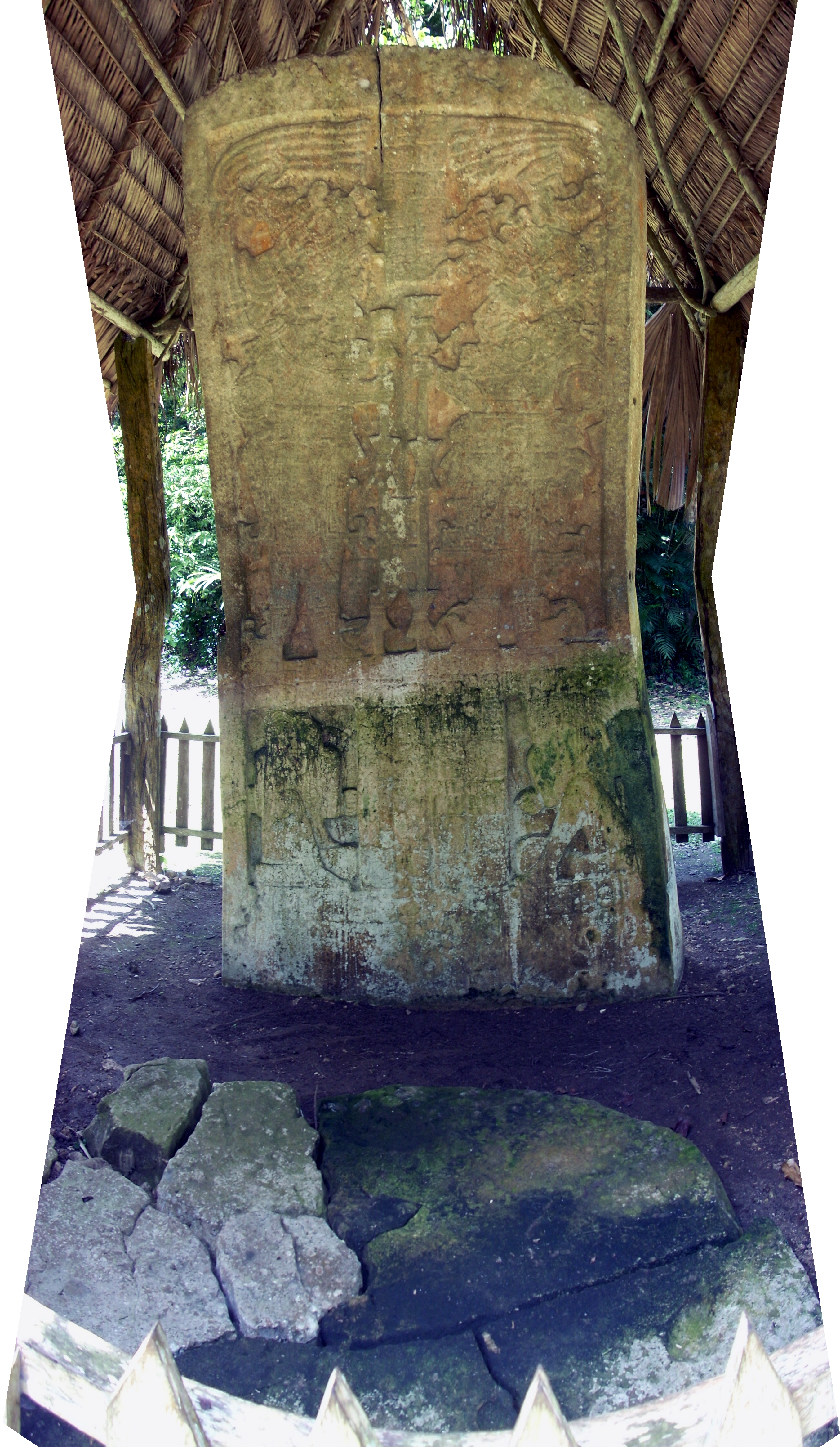
Stèle 1 et autel 1

## Situation géographique
Ixkun se trouve dans la partie sud du Département du Petén, à environ 6,5 km de la ville de Dolores.

## Structures
Des archéologues ont cartographié 51 groupes architecturaux, résidentiels pour la plupart.